# تاریخ گیلان در قرن نوزدهم
این مقاله به تاریخ گیلان در قرن نوزدهم میلادی می‌پردازد.

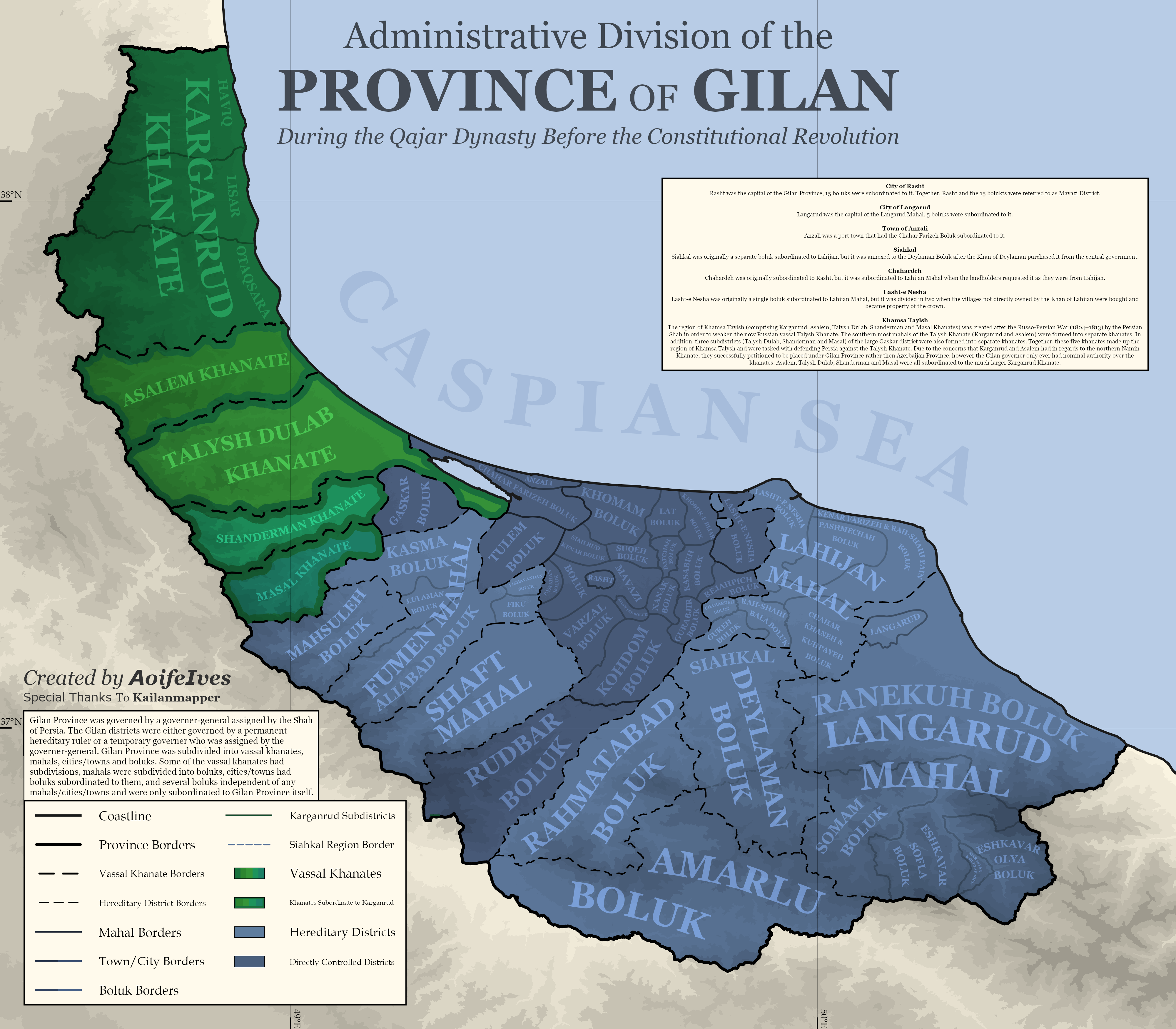
نقشه تقسیمات اداری-سیاسی ولایت گیلان در دوران قاجاریه

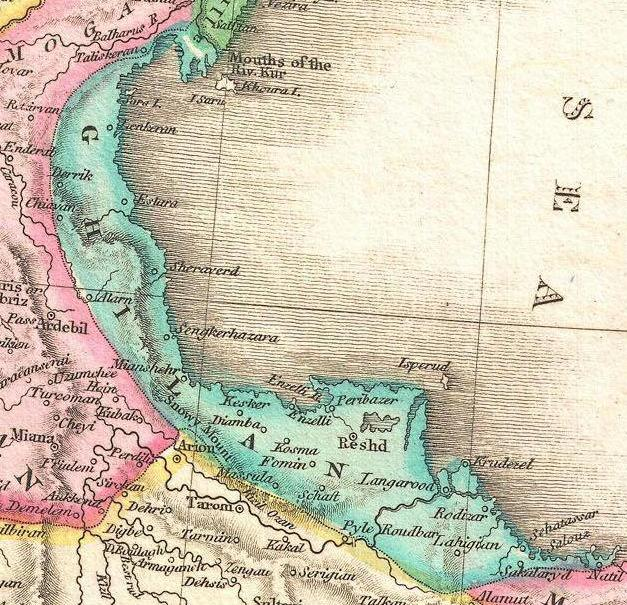
گیلان در نقشهٔ شمال ایران در سال ۱۸۰۸، از اطلس نوی پینکرتن

در قرن نوزده در اثر منافع استعماری روسیه و بریتانیا ایران دچار تغییرات عمده سیاسی اقتصادی و اجتماعی شد. در گیلان که در حوزه تأثیرات روسیه بود ارتباطات فزاینده با این کشور منجر به تحولات عمده‌ای در قرن نوزده و اوایل قرن بیستم داشت. از جمله تجارت خارجی افزایش یافت، حمل و نقل دریایی و اثر آن بر واردات و صادرات و مصرف زیاد شد. نتیجتاً راه ارتباطی بین تهران به انزلی از طریق قزوین و رشت منجر به افزایش عبور مسافرین به اروپا از خط انزلی باکو شد.
به دلیل جدا بودن با کوه‌ها از بقیه کشور، حیات سیاسی و اجتماعی در گیلان همواره اگر به وسیله موقعیت جغرافیایی اش تعیین نشده باشد، این عامل حتماً بر ان اثرگذار بوده‌است. تاریخ قرن نوزدهم گیلان با ادامه یافتن دو بخش بیه پیش و بیه پس و حکمرانی خاندانای محلی شروع شد؛ ولی تدریجاً این وضعیت در نیمه دوم قرن تغییر کرد و افزایش تجارت خارجی و توسعه سریع حمل و نقل در خزر و سیل مسافر و بار در راه ترانزیتی تهران-انزلی عمده عوامل مؤثر در جدابودن ایالت را از بین برد و آن را به مدار اقتصاد نوظهور جهانی و قدرت مرکزی آورد. گیلان با تبدیل شدن به مرکز تماس سیاسی اقتصادی و اجتماعی با غرب در واپسین دهه‌های قرن نوزده، تبدیل به میدانی برای شماری از جنبش‌های شورشی مهم رادیکال در دوره ۱۹۰۵ تا ۱۹۲۱ تبدیل شد.

## حکام گیلان
قاجاریان موفق شدند بر آشوب قرن هجده با ایجاد امنیت نسبی و کنترل بر ایالات فائق ایند. دو مجموعه موقت و ثابت، اداره ایالتی را تشکیل مداد. فرماندار کل و وزیر که از تهران تعیین می‌شد و شاه و دولت مرکزی را نمایندگی می‌کرد و اغلب موقتی بود دیگری مسئولین محلی که عمدتاً وراثتی و دائم بودند و خان‌ها و حاکمان و نایب الحکومه‌ها و کلانتران را شامل می‌شد.
آغا محمد خان و فتحعلیشاه سنت سلجوقی گماردن شاهزادگان با نسب شاهی بر حکومت ایالات را زنده کردند، ولی آنان از گماردن حکام شاهزاده بر ایالت مرزی حساس گیلان در هراس بودند. نتیجتاً برای گیلان فقط در نیمه واپسین حکومت فتحعلیشاه  مجموعاً به مدت سی و هفت سال حاکم شاهزاده تعیین شد. در اولین و آخرین دهه حکومت ناصرالدین شاه، و در نخستین سال‌های حکومت مظفرالدین شاه در قرن نوزدهم گیلان توسط سی حاکم و شماری وزیر اداره شد: پنج حاکم حدود ده سال حکومت کردند، شش حاکم حد. د پنج سال حکومت کردند، و باقی بیست حاکم یک یا دو سال حکومت کردند.
نقش اصلی حکام و وزرایشان، جدا از اجرای قانون، جمع‌آوری مالیات تعیین شده از رعایا با کمک خان‌ها و کلانترها و انتقال آن به خزانه سلطنتی بود. فروش حکومت ایالات، که در دوره ناصر الدین شاه رواج یافت این مسئولیت را بیشتر کرد. بیشتر جکام می‌خواستند تا جای ممکن مالیات بیشتری به دست آورند. با در نظر گرفتن این که بیشتر حکام برای یک یا دو سال در صدر بودند و باید از تجار قرض می‌کردند تا حکومت شان را بخرند، مجبور بودند مالیا اضافی وضع کنند تا قرض شان را بدهند. مالیات‌های سنگین باعث بروز یک سری قیام‌ها در گیلان شد.
در میان حکام سرشناس گیلان در این دوره، میرزا موسی خان منجم باشی بود که بین ۱۸۰۴ تا ۱۸۱۵ بر گیلان حکم راند. او در مه ۱۸۰۵ موفق شد جلوی پیشروی دسته‌ای از قشون روسی به سمت رشت را بگیرد. پس از او خسرو خان گرجی حکومت کرد، یک سیاستمدار سرشناس قاجار و یک چهره محبوب و قدرتمند که بازار رشت و راه‌های ایالتی را بهبود داد و از دهقانان و صنعتگران حمایت کرد؛ ولی افراد سرشناس و زمینداران که منافع شان با شیوه حکومت داری او به خطر افتاده بود شورشی علیه او ترتیب دادند که موجب برکناری او در ژوییه ۱۸۱۹ شد. در این زمان فتحعلی شاه محمدرضا میرزا را به عنوان حاکم و آقا بزرگ منجم باشی را به عنوان وزیر منصوب کرد. او در ۱۸۳۰ با حاکم دیگری به نام یحیی میرزا به وزارت منوچهرخان معتمدالدوله جایگزین شد. در ابتدای حکمرانی آن‌ها مصادف با یک طاعون شدید شد که نصف جمعیت رشت که در آن زمان ۴۰ هزار بود را قربانی کرد.
مالیات‌های زیاد خیزش‌های مردمی دیگری را هم موجب شد. مثلاً در ۱۸۵۱، ۱۸۶۹ ۱۸۶۱ و ۱۸۷۴ که توسط قوای دولتی سرکوب شد. در ۱۸۵۱ شورشی‌ها خانه حاکم، عیسی خان والی عموی شاه، را به یغما بردند. در ۱۸۵۳ او با برادرش امیر اصلان خان عمیدالملک جایگزین شد که تا ۱۸۵۷ حکومت کرد.
در ژوئیه ۱۸۶۱ شورش شدید در رشت شکل گرفت که بیش از ۴۰۰ کشته برجای گذاشت. شورش از جنگ سالیانه حیدری نعمتی در جریان عزاداری شهادت امام حسین آغاز شد. خانه‌های بسیاری آتش گرفت و زنانی مورد تعدی قرار گرفتند. در اوت، محمودخان قراگوزلو ناصرالملک به حکومت منصوب شد.
در فوریه ۱۸۷۰ ناصر الدین شاه از گیلان بازدید کرد و سعی کرد با کاهش مالیات اوضاع را بهبود دهد، او همچنین امور گیلان را به وزیر امور خارجه، میرزا سعید خان محول کرد که دستیارانش را به عنوان قائم مقام حاکم به ایالت فرستاد. آن‌ها فقط دو سال خدمت کردند. در ۱۸۷۲، شورش شدید دیگری در طالش دولاب شکل گرفت و یکی دیگر در انزلی در ۱۸۷۲.
در ۱۸۷۵، ناصر الدین شاه سر راه اروپا به گیلان وارد شد و امور گیلان را به یحیی خان معتمد الملک واگذار کرد.
در ۱۸۷۹ کامران میرزا پسر محبوب ناصر الدین شاه که امور گیلان به او محول شده بود، عبدالله خان والی را به حکومت گیلان منصوب کرد. اعمال مالیات شدید منجر به شورش‌های جدید شد و برادر اش فضل‌الله خان حاکم لاهیجان توسط انبوه خشمگین مردم کشته شد.
در باقی‌مانده این قرن گیلان توسط حدود ده نفر اداره شد که جز فتحعلی میرزا مؤیدالسلطنه بیش از یک یا دو سال باقی نماندند. در ۱۸۹۲ وبا ۱۲۰۰۰ کشته برجای گذاشت، احداث راه قزوین رشت توسط روس‌ها در ۱۸۹۵ شروع شد و شورش دهقانان علیه یک مقاطعه کار راه که جلوی استفاده مردم از راه بدون پرداخت عوارض را می‌گرفت اتفاق افتاد.

## نفوذ روسیه در گیلان
نفوذ روسیه در گیلان که از ابتدای این قرن با اشغال آن و ایجاد رابطه مستقیم با حکمرانان محلی آغاز شده بود پس از جنگهای ایران و روس تشدید شد و پس از رسوخ اقتصادی با افزایش شدید تجارت خارجی از دریای خزر توسعه بیشتری یافت. توسعه شدید تجارت خارجی انگیزه اصلی تغییر اجتماعی، اقتصادی و سیاسی در ایالات مهم ایران بود. تجارت بخش‌های مختلفی از ایران من‌جمله استاهای خزری، که طی دوره بحرانی قرن هیجدهم شدیداً کم شده بود در نیمه اول قرن نوزدهم بهبود یافت. صادرات و واردات از ۱٫۷ میلیون در ۱۸۰۰ به ۲۰ میلیون پاوند در ۱۹۱۴ رسید. تغییر عمده در جهت افزایش تجارت از کشورهای همجوار به مقصدهای روسیه-انگلستان بود. تجارت با روسیه از یک دهم در ۱۸۰۰ به بیش از دو سوم در ۱۹۱۴ رسید. این حضور فزاینده روسیه در تجارت، کشاورزی و صنعت به‌طور خاص در گیلان مهم بود. توسعه سریع خمل و نقل دریایی در خزر، فعالیت‌های روسیه در ولایت را افزایش داد و منجر به افزایش در تولید و صادرات ابریشم، ماهی و برنج و کالاهای دیگر چون زیتون، کنف و چوب شد.

## مسیر خزر
حمل و نقل دریایی روسیه که در قرن ۱۸ آغاز شد در نیمه دوم قرن نوزدهم و اوایل قرن بیستم که کشتی‌های بخار در بنادر گیلان و مازندران ظاهر شدند شدیداً رشد کرد. ماشین‌های بخار روسیه از ۱۰ تا در ۱۸۶۷ به ۱۳۹ تا در ۱۸۹۳ و ۲۶۵ تا با تناژ ۱۱۸۰۰۰ در ۱۹۰۷ رسید. ترافیک ورودی بنادر ایران در خزر در ۱۹۰۷–۸ شامل ۲۱۷۱ ماشین بخار با تناژ ۸۰۰۰۰۰ و ۵۸۴ کشتی با تناژ ۱۵۰۰۰ تن بود. تأثیر اولیه افزایش کشتیرانی روسیه مرگ کشتیرانی ایران در خزر بود.
توسعه تجارت در مسیر تهران انزلی و توسعه خط آهن روسیه تا باکو در ۱۸۸۴ و آستاراخان در ۱۹۰۹ در توسعه حمل و نقل دریایی خزر سودمند بودند. توسعه امکانات بندری در بازه ۱۹۰۵ تا ۱۹۱۳ زمانی که روسیه ۱٫۳ میلیون روبل در پروژه‌هایی در انزلی سرمایه‌گذاری کرد هم مهم بود. در نتیجه این توسعه گمرک انزلی در ۱۹۱۰ عهده‌دار دو پنجم تجارت خارجی کشور بود.

## تولید و توسعه ابریشم
گیلان از قرون وسطی به خاطر تولید ابریشم اش شناخته شده بود. بنا بر سفرنامه مارکوپولو در قرن سیزدهم، ابریشم تجار جنوایی را از کریمه از آن سوی خزر به گیلان می‌کشاند. تولید ابریشم در عهد صفوی بنا بر گفته ژان شاردن ۱٫۷ میلیون پاوند و بنا بر گفته آدام اولئاریوس ۲٫۱ میلیون پاوند بود. اوضاع بحرانی قرن هجدهم منجر به کاهش شدید آن به ۳۶۰ هزار پاوند شد.
در تیمه اول قرن نوزدهم رشد شدیدی کرد تا جایی که در ۱۸۴۰، تولید گیلان که پنج ششم کل تولید بود به یک میلیون پاوند و در ۱۸۶۴ به اوج ۲ میلیون و ۱۹۰ هزار پاوند رسید.
با استفاده از پیله‌های کرم ابریشم از ژاپن در پایان قرن، تولید به اوج قبلی خود رسید ولی با رقابت با ژاپنی‌ها و دیگران قیمت پایین ماند و ارزش صادرات به بیش از ۴۰۰ هزار نرسید.

## ماهیگیری در خزر
ماهیگیری قرن‌ها در گیلان رواج داشت اما در نیمه دوم قرن نوزدهم رشد شدیدی کرد. خاویار جهانی و با کیفیت ایران از استروژن صید شده در رودهای سرازیر به جنوب خزر به دست می‌آیند؛ ولی با در نظر گرفتن این که جز ماهی سفید و آزاد بقیه کثیف و از لحاظ مذهبی مورد تردید بودند، مسلمانان در لمس و خوردن ماهی محتاط بودند. نتیجتاً این صنعت عمدتاً توسط روس‌ها و ارامنه توسعه یافت. در ۱۹۶۸ لیانوزوف ارمنی با تابعیت روسی اولین امتیاز ایجاد صیادی را گرفت که بعداً به کل خزر توسعه یافت. به گفته ابوت کنسول بریتانیا در ۱۸۷۵ تولید این صیادی‌ها ۲۰۰ هزار تومان در سال بود. طی فصل ماهیگیری لیانوزوف ۱۰۰ مرد عمدتاً از روس‌های باکو و لنکران را استخدام می‌کرد. ابوت می‌گوید که پایگاه آن‌ها در انزلی با کشتی‌سازی‌ها و آهنگری‌ها و چکمه و دستکش سازی‌هایش، کلبه‌هایش برای خفتن مردان و خانه‌های راحت چوبی اش برای مدیران که اجزایش در آستاران ساخته شده بود و آورده شده بود خیلی به یک سکونتگاه روسی شبیه بود.

## تولید و تجارت برنج
گرچه در بیشتر ایالات ایران برنج تولید می‌شد گیلان به‌طور خاص به دلیل تولید و صادرات برنج اش شناخته می‌شد. تولید برنج در گیلان از ۱۵۰ میلیون پاوند در ۱۸۶۵ به ۳۹۲ میلیون در ۱۸۷۲ رسید. عمده تولید در ایران مصرف می‌شد و بخش ناچیزی صادر می‌شد. در آخرین دهه این قرن تجارتی کردن کشاورزی در آسیای مرکزی منجر به افزایش تولید پنبه شد و بیشتر زمین‌های برنج را تبدیل به پنبه کرد و مناطق تولیدکننده پنبه را به غلات خارجی وابسته کرد. تکمیل راه‌آهن بین دو سوی خزر به ایران امکان داد نیاز فزاینده آسیای مرکزی را تأمین کند. نتیجتاً صادرات سالیانه برنج به روسیه از گیلان از ۲۵۰۰۰ پاوند در ۱۸۷۰ به ۳۱۴۰۰۰ در آخرین دهه قرن رسید.

## دیگر تولیدات
تولید و صادرات زیتون، کنف، و چوب هم در آخرین دهه قرن نوزدهم توسعه یافت. در ۱۸۹۰، تولید زیتون تحت کنترل یک شرکت یونانی به نام کوسیس و تئوفیلاکتوس که تحت حفاظت روسیه بود درآمد. در ۱۹۰۲ شرکت یوژنو روسکو تولید کنف در گیلان را بر عهده گرفت و محصولات اش را به روسیه صادر کرد.

## اثر ارتباطات با غرب
افزایش تجارت و توسعه محصولات نقدی در قرن نوزدهم رفاه در ایالت گیلان را افزایش داد. گیلان یکی از ثروتمندترین ایالات ایران بود و درآمد اش گرچه تغییر می‌کرد، قابل توجه بود و اغلب در چهار ایالت اول بود. علاوه بر این در ۱۸۹۷ که تشکیلات جدید گمرکی توسط بلژیکی‌ها تأسیس شد، درآمد گیلان از گمرک از ۱۸۹۷ شدیداً افزایش یافت. در ۱۹۱۲ درآمد گمرک ۹٫۶ میلیون قران علاوه بر دو پنجم درآمد کشور از گمرکات بود. علاوه بر این دهقانان گیلانی از همتایان شان در بیشتر ایالات ایران بهتر بودند. این باید در خاطر بماند که حضور شدید تجار و کارگران خارجی (روس، یونانی، ارمنی) در گیلان و آگاهی بیشتر از پیشرفتهای اجتماعی در غرب عوامل مؤثر در ایجاد جنبش‌های پیشروی اعتراضی کارگری مختلف و حضور فعال ایالت در جنبش‌های انقلابی در ۱۹۰۶ تا ۱۹۲۱ بود.